# Tschrietes, Šentandraž v Labotski dolini
Tschrietes je naselje v Občini Šentandraž v Labotski dolini v Okraju Volšperk na Koroškem v Avstriji.